# مؤسسه مطالعاتی هان نوم
مؤسسه مطالعات هان نوم (ویتنامی: Viện nghiên cứu Hán Nôm)، یا مؤسسه هان نوم (ویتنامی: Viện Hán Nôm) در هانوی، ویتنام، مرکز اصلی پژوهش، آرشیو تاریخی و کتابخانه مرجع برای مطالعه متون چو هان و چو نوم (مجموعاً به نام هان-نوم) در زبان ویتنامی است. این متون به دوره‌ای پیش از پذیرش الفبای ویتنامی مبتنی بر لاتین بازمی‌گردند.

## تاریخچه
هسته اولیه این مؤسسه به صورت بخش هان و نوم در سال ۱۹۷۰ تأسیس شد. در سال ۱۹۷۹، دولت ویتنام با صدور فرمان ۳۲۶سی‌پی، بخش هان و نوم را به سطح مؤسسه ارتقا داده و آن را به نام مؤسسه مطالعات هان-نوم تغییر نام داد.
مجموعه‌های نسخه‌های سنگ‌نگاری، که در اختیار کتابخانه ملی ویتنام بودند، بین سال‌های ۱۹۸۴ تا ۱۹۸۶ به مؤسسه مطالعات هان-نوم منتقل شدند. در ۲۲ مه ۱۹۹۳، فرمان ۲۳سی‌پی وضعیت این مؤسسه را به عنوان زیرمجموعه‌ای از مرکز ملی علوم اجتماعی و انسانی ویتنام تأیید کرد.
هان نوم به مجموعه‌ای کامل از متون نوشتاری پیشامدرن اشاره دارد که شامل هان (چینی کلاسیک مورد استفاده در ویتنام) و نوم (خط ویتنامی بومی) است و به صورت کلی به نام نوشته‌های هان-نوم شناخته می‌شوند. این مؤسسه که بخشی از آکادمی علوم اجتماعی ویتنام است، با دو هدف مشخص تأسیس شده است: حفاظت از متون تاریخی هان-نوم و انجام تحقیقات سیستماتیک زبانی، ادبی و تاریخی بر روی این منابع.

## تبادلات فرهنگی
در سال ۲۰۰۵، هیأتی به رهبری ژانگ لی‌ون (張立文) و پنگ یونگیه (彭永捷) از مؤسسه کنفوسیوس دانشگاه رنمین چین به مؤسسه مطالعات هان نوم رسیدند و طرفین توافق‌نامه همکاری در تدوین کنفوسیوس ویتنام را امضا کردند. در سال ۲۰۰۶، فن از مؤسسه هان نوم دیداری متقابل انجام داد و دربارهٔ تدوین این توافق‌نامه با دانشگاه رنمین چین بحث کرد. کنفوسیوس ویتنام (越南儒典) بخشی از کنفوسیوس جهانی (國際儒典) است که هم‌راستا با کنفوسیوس کره (韓國儒典) به‌شمار می‌آید و پروژه‌ای مهم در حوزه مطالعات شرق آسیا از مؤسسه کنفوسیوس دانشگاه رنمین چین به حساب می‌آید.
در سال ۲۰۱۰، سه سال پس از همکاری مشترک مؤسسه هان نوم و دانشگاه فودان در شانگهای، مجموعه «سفر طولانی ویتنامی‌ها به یان» به زبان چینی کلاسیک (越南漢文燕行文獻集成، که در آن یان به یانجینگ، شهری باستانی واقع در پکن امروزی اشاره دارد) توسط انتشارات دانشگاه فودان منتشر شد. در ۱۳ ژوئن، این دو سازمان رونمایی از کتاب جدیدی را برگزار کردند که در آن تریین خاق مان، ژه ژائو گوانگ (葛兆光، رئیس مؤسسه ملی مطالعات انسانی پیشرفته دانشگاه فودان) و دیگر مقامات دانشگاه و مقامات محلی حضور داشتند.
مجموعه «سفر طولانی ویتنامی‌ها به یان» به زبان چینی کلاسیک شامل یادداشت‌های سفر نمایندگان ویتنام به چین در دوره‌های دودمان ترن، دودمان لی، دودمان تای سون و دودمان نگوین ویتنام است. در این سفرها، نمایندگان از مکانی به مکان دیگر سفر کرده و شعر می‌خواندند، نقاشی می‌کشیدند و حتی با دیگر نمایندگان از چوسون و سلطنت ریویو ارتباط برقرار می‌کردند. این سفرها به عنوان نشانه‌هایی از تبادلات فرهنگی اولیه میان کشورهای شرق آسیا و مبنای توسعه دنیای چینی تلقی می‌شوند.

## کتابخانه
مؤسسه هان نوم دست‌نوشته‌هایی را از قرن چهاردهم تا ۱۹۴۵ ذخیره کرده است. در میان مجموعه‌ها، حدود ۲۰٬۰۰۰ کتاب قدیمی وجود دارد که بیشتر آن‌ها به خط نئوم و کاراکترهای چینی سنتی نوشته شده‌اند. علاوه بر این، مؤسسه همچنین ۱۵٬۰۰۰ چوبک و ۴۰٬۰۰۰ نمونه از نوشته‌های روی سنگ، زنگ‌های برنزی، سنگ‌های چینی و صفحات چوبی دارد که تاریخ آن‌ها به قرن‌های دهم تا بیستم برمی‌گردد.
تقریباً ۵۰٪ از مجموعه‌های مؤسسه آثار ادبی ویتنامی هستند. بقیه شامل کتاب‌هایی در زمینه جغرافیا، بوداگرایی و کتیبه‌شناسی و غیره می‌باشد. فهرست این مجموعه‌ها به زبان‌های چینی و فرانسوی نیز موجود است، بنابراین پژوهشگرانی که با زبان ویتنامی آشنا نیستند، می‌توانند بدون مشکل از منابع استفاده و مطالعه کنند.
متأسفانه، کتابخانه تنها فرم‌های ویتنامی را دارد و علاوه بر چند نفر از پرسنل ارشد، بسیاری از کتابداران نه به زبان چینی و نه به زبان انگلیسی مسلط نیستند.
قبل از دسترسی به کتابخانه، از بازدیدکنندگان خواسته می‌شود تا به یک کتابدار ارشد ایمیل بزنند. همچنین باید در زمان ورود دو عکس گذرنامه ارائه دهند و ۳۰٬۰۰۰ دونگ برای دریافت حق عضویت ۶ ماهه پرداخت کنند. یک دانشجوی تحصیلات تکمیلی باید نامه‌ای از استاد خود به عنوان توصیه‌نامه ارائه کند.
ساعات کاری کتابخانه از ساعت ۸:۳۰ صبح تا ۱۱:۴۵ صبح و ۲:۰۰ بعدازظهر تا ۴:۱۵ بعدازظهر از دوشنبه تا چهارشنبه و همچنین از ۸:۳۰ صبح تا ۱۱:۴۵ صبح در روز جمعه است. حداکثر تعداد کتاب‌هایی که می‌توان درخواست کرد، ده کتاب در روز است و در صورتی که فردی بخواهد عکاسی از دست‌نوشته‌ها انجام دهد، نیاز به اجازه دارد، به جز مواردی که شامل نقشه هستند که عکاسی از آن‌ها ممنوع است. خدمات فتوکپی که نیاز به اجازه دارد، هر صفحه ۲۰۰۰ دونگ هزینه دارد.